# Kościół Matki Bożej Wspomożenia Wiernych w Kutnie
Kościół Matki Bożej Wspomożenia Wiernych w Kutnie – rzymskokatolicki kościół parafialny należący do parafii pod tym samym wezwaniem (dekanat Kutno – św. Michała Archanioła diecezji łowickiej).
Budowa świątyni według projektu architektonicznego inżyniera Józefa Żołądkowicza z Olsztyn została rozpoczęta przez parafian razem z proboszczem 23 kwietnia 1989 roku. 15 lipca 1989 roku poświęcone zostały fundamenty świątyni i wmurowana została pierwsza cegła. W dwa lata później biskup Kazimierz Romaniuk, 26 maja 1991 roku, wmurował kamień węgielny, natomiast 27 października 1991 roku kościół był już pokryty dachem. Pierwsza msza święta w nowym kościele została odprawiona 24 maja 1992 roku. 22 sierpnia 1993 roku, w czasie przekazania parafii, urząd proboszcza objął oficjalnie ks. Jan Latoń SAC. Niedługo zaczęło się tynkowanie wnętrza kościoła, które zostało zakończone 13 listopada 1994 roku. W 1995 roku trwały kolejne prace przy wykończeniu kościoła. Ukoronowaniem prac wykończeniowych było poświęcenie świątyni 29 stycznia 1995 roku. Kościół został konsekrowany dopiero 26 maja 2013 roku przez drugiego biskupa łowickiego Andrzeja Franciszka Dziubę.
Jest to nowoczesna świątynia nakryta dwuspadowym dachem, z wpisaną w bryłę wieżą dzwonniczą, charakteryzuje się przestronnym wnętrzem podzielonym dwoma rzędami filarów. W niszy ściany ołtarzowej, nad tabernakulum i obrazem patronki parafii, jest zawieszony krzyż z figurą Chrystusa. W 2010 roku zostało wykończone prezbiterium: została ułożona granitowa posadzka, zamontowane zostały: marmurowy ołtarz i ambona.